# Charlottenburg
Charlottenburg er en bydel (tysk: Ortsteil) i Charlottenburg-Wilmersdorf-distriktet (tysk: Bezirk) i Berlin, Tyskland. Charlottenburg har et areal på 10,6 km2 og et befolkningstal på 129.359 (2020). Bydelen har dermed en befolkningstæthed på 12.204 indbyggere pr. km2.
Charlottenburg har bydelsnummeret 0401.
Charlottenburg blev grundlagt som by i 1705. I 1893 havde byen over 100.000 indbyggere. Ved en sammenlægning i 1920 blev Charlottenburg et selvstændigt distrikt i Storberlin. Tidligere havde Charlottenburg de højeste skatteindtægter pr. indbygger i Tyskland. Efter sammenlægningen med det tidligere distrikt Wilmersdorf i forbindelse med en administrativ reform i 2001, blev Charlottenburg nedgraderet til "bydel" i det nye distrikt Charlottenburg-Wilmersdorf. I 2004 blev dette distrikt reorganiseret, hvorved Charlottenburg blev opdelt i de nuværende bydele Westend, Charlottenburg-Nord og Charlottenburg.

## Personer med tilknytning til Charlottenburg
- Boris Aljinovic (1967-), skuespiller
- Sybille Bedford (1911-2006), forfatter
- Cato Bontjes van Beek (1920-1943), modstandskvinde
- Jan Bontjes van Beek (1899-1969), keramiker, billedhugger, danser og modstandsmand
- Heinz Brandt (1907-1944), generalmajor og ridebanespringer
- Hansi Bochow-Blüthgen (1897-1983), forfatter, lektor og oversætter
- Leo von Caprivi (1831-1899), viceadmiral og rigskansler
- Drafi Deutscher (1946-2006), sanger
- Hoimar von Ditfurth (1921-1989), psykiater, journalist, studievært og forfatter
- Alfred Dürr (1918-2011), musikolog
- Lars Eidinger (1976-), skuespiller
- Thomas Elsaesser (1943-2019), instruktør og professor i film- og medievidenskab
- Friedrich Fromm (1888-1945), officer og generalløjtnant
- Karl-Heinz Gerstner (1912-2005), journalist
- Ernst-Robert Grawitz (1899-1945), leder for Tysk Røde Kors og medlem af SS
- Brigitte Grothum (1935-), skuespiller
- Robert Gysae (1911-1989), søofficer, ubådskommandant og flotilleadmiral
- Hans Bernd von Haeften (1905-1944), diplomat og modstandsmand
- Veit Harlan (1899-1964), skuespiller og instruktør
- Karl-Günther Heimsoth (1899-1934), læge, journalist og politiker
- Trude Hesterberg (1892-1967), skuespiller og sanger
- Henry Hübchen (1947-), skuespiller
- Irmgard Keun (1905-1982), forfatter
- Friedrich-Wilhelm Kiel (1934-), politiker
- Fritz Lindemann (1894-1944), modstandsmand
- Otto March (1845-1913), arkitekt
- Werner March (1894-1976), arkitekt
- Hans-Joachim Marseille (1919-1942), jagerpilot
- Ottfried Neubecker (1908-1992), heraldiker
- Désirée Nick (1956-), entertainer
- Franz Oppenheim (1852-1929), kemiker og industrimand
- Meret Oppenheim (1913-1985), kunstner
- Charlotte Salomon (1917-1943), maler
- Martin Sandberger (1911-2010), medlem af SS og dømt krigsforbryder
- Adele Sandrock (1863-1937), skuespiller
- Barbara Schöneberger (1974-), studievært, skuespiller og sanger
- Carl Friedrich von Siemens (1872-1941), industrimand
- Maria Terwiel (1910-1943), modstandskvinde
- August Thiele (1893-1981), søofficer og viceadmiral
- Kurt von Tippelskirch (1891-1957), general
- Fritz Tobias (1912-2011), forfatter og embedsmand
- Else Ury (1877-1943), børnebogsforfatter
- Franz-Josef Wuermeling (1900-1986), politiker
- Harry Wüstenhagen (1928-1999), skuespiller